# Lycurgus
Il Lycurgus o Lucurgus (Licurgo) è una tragedia cothurnata del tragediografo e commediografo latino Gneo Nevio. Si tratta di una delle tragedie latine di età arcaica di cui è rimasto il maggior numero di frammenti, ed è l'unica cothurnata di Nevio di cui sia possibile ricostruire, seppure in modo sommario, la trama.

## Contenuto
L'opera narra la storia del leggendario re degli Edoni, in Tracia, Licurgo, che combatte l'introduzione nel suo paese del culto orgiastico di Dioniso e viene severamente punito dal dio cui ha osato opporsi. Si tratta di un mito particolarmente antico, già presente in Omero, che era stato trattato nelle opere, per noi perdute, di Eschilo, Sofocle ed altri tragici greci minori. Analoga era la vicenda che Euripide aveva narrato nelle Baccanti. Non è possibile sapere quale sia stato il modello cui Nevio si ispirò per la realizzazione della tragedia, ma è probabile che l'autore avesse a disposizione anche le rielaborazioni delle opere di età classica curate da autori greci di età ellenistica.
Il Lycurgus è la prima opera drammatica latina in cui compaia l'argomento del culto dionisiaco: lo stesso argomento fu, tuttavia, al centro di almeno otto opere scritte da diversi autori tra il III e il II secolo a.C., costituendo uno dei pochi casi in cui nella finzione teatrale si riscontrino connessioni con fenomeni di costume che interessavano l'Urbe. Nella seconda metà del III secolo a.C., infatti, i culti dionisiaci conobbero in Roma un grandissimo sviluppo, tanto che il senato dové intervenire per vietarli con il senatus consultum de Bacchanalibus del 186 a.C.
In base alle informazioni di cui si dispone, la tragedia si apre con una scena in cui un messaggero riferisce a Licurgo l'avvistamento, da parte delle sentinelle che presidiano i confini del regno, del corteo delle Baccanti, che danzano invasate calpestando ogni cosa. Licurgo ordina allora che le Baccanti vengano catturate dai soldati, mentre Dioniso le esorta a continuare la loro frenetica danza. Il re si rivolge dunque minacciosamente a Dioniso, ma il dio, adirato, lo ammonisce e lo minaccia, promettendogli che sarà oggetto della sua irata vendetta.
Nel contrasto tra Licurgo e il dio Dioniso si manifesta l'elemento tragico: all'idea di Dioniso, per cui un mortale non può confrontarsi con un dio, si contrappone quella umana di Licurgo, che, agendo secondo giustizia, ritiene di dover difendere la sua terra dall'introduzione di un culto che reputa immorale e dannoso.
Al confronto tra Licurgo e Dioniso fa seguito la descrizione delle Baccanti da parte dei soldati inviati a catturarle: le donne vengono rappresentate questa volta come creature pacifiche, sontuosamente abbigliate. Il dramma si conclude con la punizione di Licurgo: Dioniso invita, infatti, il dio Vulcano a dare alle fiamme la sua reggia. Non è possibile stabilire quale sorte spetti a Licurgo secondo Nevio: in alcune versioni del mito il re viene crocifisso, in altre sventrato da feroci cavalli.

## Stile
Dal punto di vista stilistico, Nevio adopera per tutta l'opera un tono elevato ed un linguaggio espressivo; i metra adoperati nei frammenti di cui disponiamo sono il senario giambico e il settenario trocaico. Particolarmente frequente è il ricorso all'uso delle figure retoriche, tra cui si segnalano l'allitterazione, la paronomasia, la figura etimologica e l'omoteleuto, presenti in particolare nei momenti di più accentuata tensione. L'opera si caratterizza, inoltre, per un insistito ricorso alle immagini ardite, alle notazioni coloristiche e ai composti particolarmente solenni; il linguaggio, che vede l'inserimento di alcuni neologismi risultanti dall'introduzione in latino dei termini riguardanti i culti dionisiaci, è caratterizzato dall'uso di grecismi e di termini greci traslitterati.